# Soda Lake (Washington)
Der Soda Lake ist ein staugeregelter See in Grant County, Washington, Vereinigte Staaten.
Er ist der erste (oberste) und mit 62 Hektar (154,1 Acres) größte See im Lauf des Bewässerungskanals Potholes Canal, der als Teil des Columbia Basin Project die Stauseen Potholes Reservoir und Scootenay Reservoir verbindet.
Im See leben Schwarzflecken- und Blauer Sonnenbarsch, Karpfen, Forellenbarsch, Regenbogenforelle, Schwarz- und Glasaugenbarsch sowie Amerikanischer Flussbarsch.